# Русское Ходяшево
Русское Ходяшево — деревня в Пестречинском районе Татарстана. Входит в состав Татарско-Ходяшевского сельского поселения.

## География
Находится в северо-западной части Татарстана на расстоянии приблизительно 9 км на северо-восток по прямой от районного центра села Пестрецы у речки Нурминка.

## История
Известна с 1646 года как деревня Тавиле, упоминалась позже еще как Ходяшево. Среди владельцев деревни были княгиня Ухтомская и Н. Н. Кудрявцев.

## Население
Постоянных жителей было: в 1782 — 78 душ мужского пола, в 1859—612, в 1897—820, в 1908—687, в 1920—553, в 1926—514, в 1949—200, в 1958—204, в 1970—138, в 1979 — 58, в 1989 — 17, в 2002—3 (русские 100 %), 1 в 2010.